# Centrobunus braueri
Genre
Espèce
Centrobunus braueri, unique représentant du genre Centrobunus, est une espèce d'opilions laniatores de la famille des Podoctidae.

## Distribution
Cette espèce est endémique des Seychelles. Elle se rencontre sur Mahé.

## Description
Le mâle holotype  mesure 5 mm.

## Étymologie
Cette espèce est nommée en l'honneur d'August Brauer.

## Publication originale
- Loman, 1902 : « Neue aussereuropäische Opilioniden. » Zoologische Jahrbücher, vol. 16, p. 163–216 (texte intégral).